# Masdevallia prodigiosa
Masdevallia prodigiosa är en orkidéart som beskrevs av Willibald Königer. Masdevallia prodigiosa ingår i släktet Masdevallia och familjen orkidéer. Inga underarter finns listade i Catalogue of Life.